# Зондування

Зондування.JPG

Зондування (рос. зондирование, англ. sounding, нім. Sondieren n, Vertikalprofilierung f) — в геофізиці — методика геофізичного дослідження головним чином геофізичних полів, які штучно збуджуються з метою отримання вертикального перетину земних надр. 
Зондування проводять з поверхні Землі і в свердловині. Відстань між джерелом збудження поля і приймачами визначає базу спостережень при зондуванні, яка може змінюватися від декількох метрів до сотень кілометрів (при дослідженні планети загалом). За конфігурацією і співвідношенням величини бази спостережень з глибиною об'єкта, що вивчається, зондування бувають точкові, лінійні і площинні. За характером геофізичних полів розрізняють зондування електричне, електромагнітне і сейсмоакустичне. Способи збудження і реєстрації полів при зондуванні аналогічні способам відповідних методів геофізичної розвідки.